# Wassertrommel (Musikinstrument)

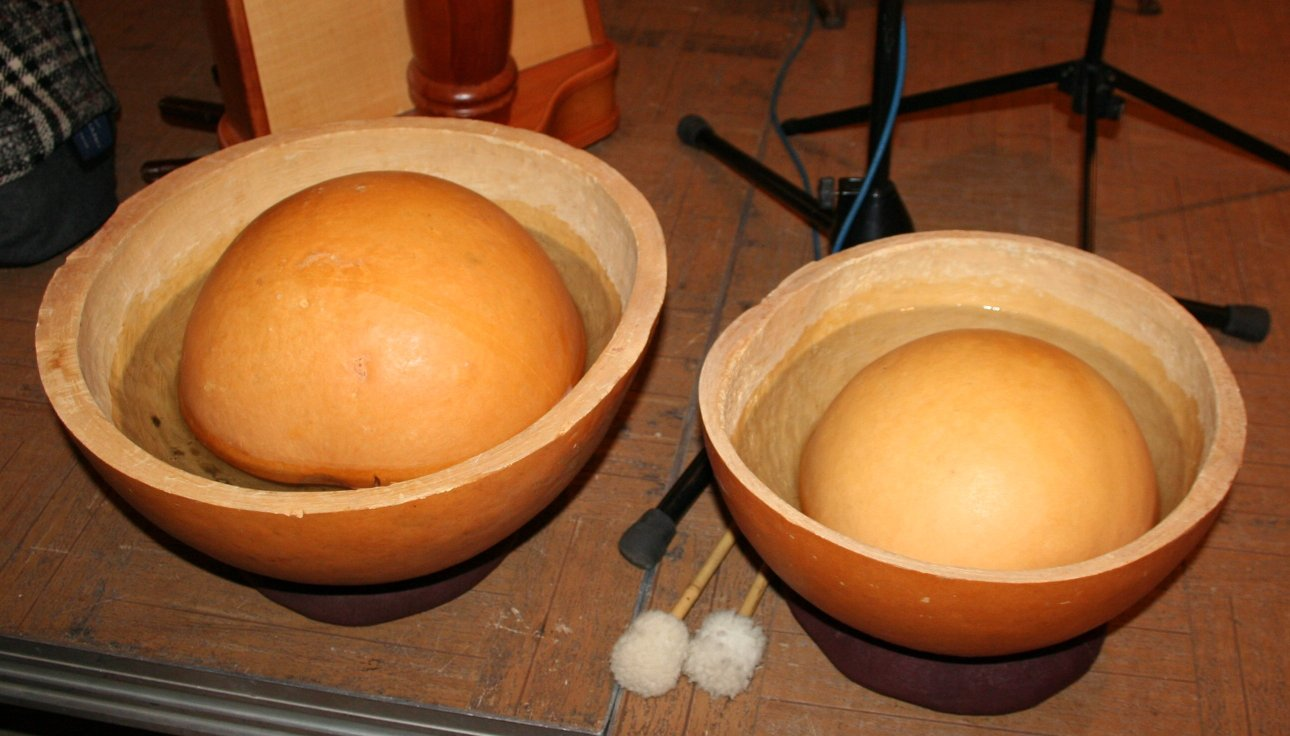
Wassertrommel aus Kalebassen-Halbschalen

Eine Wassertrommel (englisch water drum) ist ein Aufschlagidiophon, dessen halbschalenförmiger Resonanzkörper beim einen Typus auf dem Wasser ruht und ähnlich wie eine Trommel geschlagen wird. Die Perkussionsinstrumente kommen in Westafrika und in der Karibik vor. Beim anderen Typus, der auch „Stampftrommel“ genannt wird, aber den Stampfrohren nahesteht und auf ein Gebiet im Norden Neuguineas beschränkt ist, wird ein röhrenförmiger, beidseits offener Resonanzkörper mit den Händen gehalten und auf eine Wasseroberfläche aufgeschlagen. Die Bezeichnung „Trommel“ ist in beiden Fällen irreführend, da im Unterschied zu den Membranophon keine schwingende Membran vorhanden ist.
Bei einem anderen Instrumententyp, der dem Namen „Trommel“ entsprechend tatsächlich zu den Membranophonen gehört, ist die Öffnung eines zur Klangregulierung teilweise mit Wasser gefüllten Korpus mit einer Membran bespannt, die mit Stöcken geschlagen wird. Diese Wassertrommel ist oder war bei manchen Indianern Nordamerikas und indigenen Völkern Südamerikas bekannt.

## An der Außenseite angeschlagene Hohlkörper
In Westafrika südlich der Sahara bestehen Wassertrommeln aus einer Kalebassenhalbschale, die mit der Wölbung nach oben in einem Gefäß mit Wasser schwimmt. Die Tonhöhe ergibt sich aus der im Innern befindlichen Luftmenge und kann durch Niederdrücken verändert werden. Deshalb werden in manchen Gegenden Wassertrommeln mit einer Hand gehalten und mit einem Stöckchen oder einem Löffel in der anderen geschlagen. Ansonsten werden zwei Schlägel oder die mit Fingerringen ausgestatteten Hände verwendet.
Die assekalabo bei den Tuareg im Norden des Niger wird mit Plastiksandalen in Verbindung mit der Mörsertrommel tendé gespielt. Eine andere Wassertrommel kann mit der einsaitigen Spießgeige goge beim Bori-Besessenheitsritual in Nigeria eingesetzt werden. Im Tschad verwendet das Volk der Kotoko die tembol. In Mali spielen junge Frauen der Bambara die dyi dunu bei jahreszeitlichen Festen und bei der Beerdigung einer alten Frau.
Die Fulbe in Gambia nennen ihre Wassertrommel gedundung. Sie wird zusammen mit Spießgeige, Flöte, Rassel und weiteren Trommeln gespielt. Alternativ zur gedundung verwenden die Fulbe die Kalebassentrommel horde mit gut 50 Zentimetern Durchmesser. Hier kann der Klang variiert werden, indem im Stehen die mit beringten Händen geschlagene Halbschale mit der Öffnung gegen den Oberkörper gepresst wird. Die Wodaabe, eine Untergruppe der Fulbe im Niger, verwenden die ansonsten als Begleitung der Binnenspießlaute moolooru (vgl. keleli) ohne Wasser mit den Händen angeschlagene Kalebassenhalbschale (tummude) auch als Wassertrommel. Frauen setzen die tummude bei Initiationsritualen im Busch ein.
Im Norden von Togo werden die Wasserkalebassen (toyn) paarweise als zwei Halbschalen (oka) in nebeneinander stehenden Blech- oder Plastikeimern gespielt. Die mit dem Stock (kpovi) der rechten Hand geschlagene Kalebasse produziert einen tiefen Ton, die linke einen hohen Ton. Beide werden abwechselnd, immer mit rechts beginnend, geschlagen und dienen der Gesangs- und Tanzbegleitung.
In Benin spielen Männer bei Beerdigungen Wassertrommeln. Bei den Mahi-Sprechern im Süden des Landes wurde ein Ensemble mit zwei Wassertrommeln (tohoun, tohun), einem großen Schlagtopf (go) aus Ton (mit dem nigerianischen udu und dem südindischen ghatam verwandt), der Doppelhandglocke ganvikpan (entspricht der gankogui in Ghana), der Einfachglocke ganssu und zwei Korbrasseln assanyan aufgezeichnet.
In Guinea-Bissau wird die Wassertrommel tina mit beiden Fäusten in einem Rhythmus geschlagen, der von der quadratischen Rahmentrommel gumbe stammt. Die gumbe gehört zur Kulturtradition der im 19. Jahrhundert aus der Karibik nach Afrika zurückgebrachten Sklaven, die auf Guinea-Bissau einen starken Einfluss ausübte.
In Haiti und Kuba heißt die Kalebassen-Wassertrommel jícara de jobá oder güiro de joba. Sie wird rituell bei Begräbnissen verwendet.

## Auf der Wasseroberfläche aufgeschlagene Röhren
Gänzlich anders funktionieren die Wassertrommeln oder Stampftrommeln, die in der Musik Neuguineas vorkommen. Bei den Iatmul am mittleren Sepik, einer Kulturregion im Norden Papua-Neuguineas, werden hölzerne sanduhrförmige Röhren (abuk waak) paarweise am Flussufer auf die Wasseroberfläche gestampft. Der Bewegungsablauf ist wie bei den senkrecht auf den Erdboden gestoßenen Stampfrohren. Die Röhren sind beidseitig offen und ähneln den einfelligen sanduhrförmigen Trommeln kundu. Ein seitlicher Henkel in Form eines Krokodils, dessen Schwanz über den Korpus hinausragt, dient zum Festhalten. Früher waren es heilige Instrumente, die von Frauen und Kindern nicht gesehen werden durften. Sie wurden im Männerhaus aufbewahrt. Die bei Initiationen verwendeten Stampftrommeln wurden als Geisterstimmen oder als Stimme des Schöpfer-Krokodils aufgefasst und entsprachen in ihrer kultischen Bedeutung den in Melanesien verbreiteten heiligen Flöten, Schwirrhölzern und dem Reibholz lounuat von Neuirland. Heute werden sie Touristen vorgeführt und stellen als Souvenirs eine wesentliche Einnahmequelle dar. Beim Eintauchen und Herausziehen aus dem Wasser entstehen zwei unterschiedliche Töne. Wasser steht für das Prinzip Fruchtbarkeit. Die Sanduhrform verkörpert die Verbindung von Himmel und Erde, zwei sich entsprechenden Welten, die sich in der schlanken Mitte zusammenfinden und ineinander umkehren. Das Menschen verschlingende Krokodil ist ein mythisches Tier, das bei den Iatmul auch sonst im Zusammenhang mit Übergangsriten auftaucht. Außer mit Krokodilen können Stampftrommeln mit Vögeln und anderen Tierfiguren oder menschlichen Figuren gestaltet sein. Der Name abuk waak bezeichnet auch eine Altersklasse der erwachsenen Iatmul-Männer und die der Initiationszeremonie vorausgehende Krokodilprozession.
Ein anderer Typ von Wassertrommeln der Iatmul, genannt kamikaula, besteht aus einer flachen Holzschale mit vier Henkeln auf der gewölbten Seite. Bei einer Initiationszeremonie hält ein Mann einen langen Stock senkrecht in eine Erdgrube, die am Boden mit  Wasser gefüllt ist. Durch ein Loch in ihrer Mitte wird die kamikaula auf den Stock gesetzt, der als Führung dient, wenn sie an durch die Henkel geschlauften Seilen in die Grube fallengelassen und wieder hochgezogen wird. Der durch die Grube verstärkten lauten Schläge werden als Stimme des Krokodils aufgefasst. Dieser Wassertrommeltyp ist nur vom mittleren Sepik bekannt.
Ohne Trommeln, dafür mit bloßen Händen erzeugen im Wasser stehende Frauen auf einigen Südseeinseln (Vanuatu, Salomonen) ähnliche rhythmische Töne. In manchen Fällen antworten am Ufer stehende Männer den Frauen mit eigenen Liedern, die sie mit Schlitztrommeln, Stampstöcken oder Gefäßrasseln rhythmisieren.
Auf dem Danau Poso, einem großen See in Zentralsulawesi trieben Anfang des 20. Jahrhunderts Fischer nachts Kletterfische (Anabas testudineus, indonesisch kosa) mit den Schlägen von Wassertrommeln in Richtung der Netze. Das untere Ende der Geräuschinstrumente bestand aus einem 20 Zentimeter langen Bambusrohr von 5–7 Zentimetern Durchmesser, an welches eine etwa 3 Meter lange dünne Bambusstange gebunden war.

## Mit Wasser gefüllte Membranophone

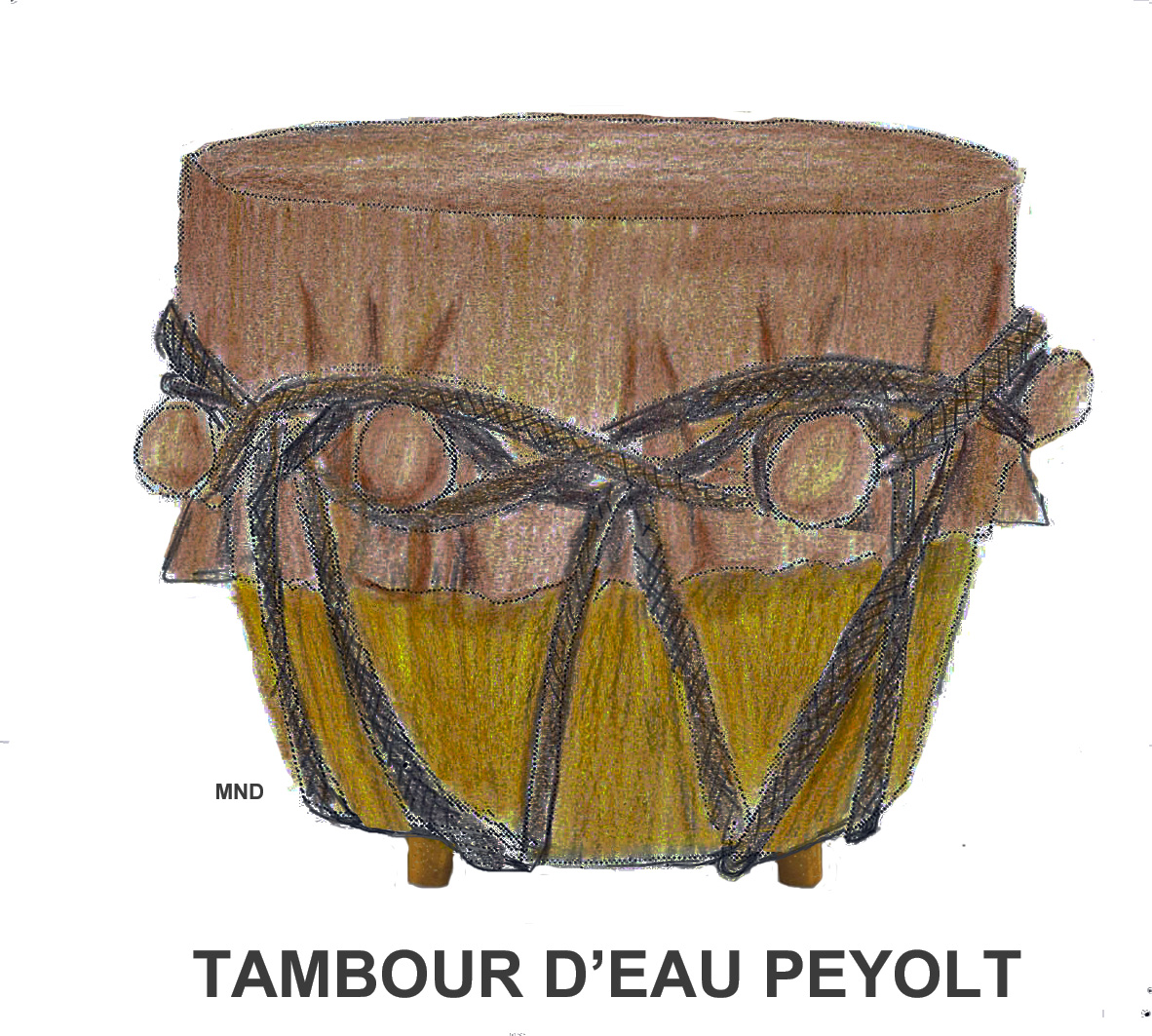
Peyote drum, die in der Native American Church verwendet wird

Die mit einer Membran bespannten Wassertrommeln in Nord- und Südamerika bestehen aus einem rundbauchigen Tontopf oder einem hölzernen Behälter. Mit ihrem geschlossenen Boden gehören sie nach der Form zu den Kesseltrommeln. Verwendbar ist auch ein Eisentopf. Hölzerne Trommeln besitzen mitunter ein Loch in der Seite, durch das zum Stimmen Wasser nachgefüllt werden kann, ohne die Membran abnehmen zu müssen. Manche Indianervölker Nordamerikas befeuchten die Membran vor dem Spiel, indem sie den Korpus kurz umdrehen. Üblicherweise werden Schlägel mit einem weichen Kopf verwendet, nur die Irokesen schlagen die Membran ihrer kleinen Kesseltrommel ka’nohko’wah mit einem festen Stock, während die Navajo einen elastischen Zweig benutzen.
Derartige Wassertrommeln werden oder wurden bei Ritualen eingesetzt; das eingefüllte Wasser soll eine lebensspendende oder Totengeister abwehrende Symbolik haben. Bei den nordamerikanischen Mandan-Indianern war bei Ritualtänzen wegen der heiligen Zahl Vier die Festlegung der vier Kardinalpunkte von wesentlicher Bedeutung. Bei der Zubereitung von Medizin für ihre Sonnentänze stellten sie an allen vier Himmelsrichtungen eine schalenförmige Wassertrommel auf. Heute begleiten Wassertrommeln (peyote water drums) auch Zeremonien der Native American Church.
Die Yuchi (im Bundesstaat Tennessee) verwendeten nach einem Bericht von 1909 bei Zeremonien einen fassförmigen, knapp 50 Zentimeter hohen, mit Wasser gefüllten Tontopf (didané), dessen mit einer Schnur am oberen Rand festgebundene Membran sie mit einem einzelnen Stock schlugen. Die Membran war im Muster von Tortendiagrammen farbig bemalt, sie war vor dem Wohnsitz des Chiefs aufgestellt und durfte nur von ausgewählten Personen geschlagen werden.
Bei den nordamerikanischen Irokesen wird in der Ritualmusik eine mit Tierhaut bespannte hölzerne Trommel eingesetzt. Der im Durchschnitt ein Drittel des Korpusvolumens betragende Wasserstand muss durch Versuch und Irrtum genau justiert werden, um das gewünschte Klangergebnis zu erzielen. Die Irokesen verwenden ferner  unterschiedlich geformte Schlägel, um den Klang zu beeinflussen.
Die Cherokee im Süden der Vereinigten Staaten verwenden die bevorzugt aus dem Holz des Riesen-Lebensbaums (red cedar) gefertigte Wassertrommel ahuli, die eine Höhe von etwa 28 Zentimetern und einen Durchmesser von 20 Zentimetern besitzt. Die Korpuswand ist 3–4 Zentimeter dick. Etwa 5 Zentimeter Wasser werden vor dem Aufspannen der Membran eingefüllt. Der Musiker schlägt die Membran mit einem 30 Zentimeter langen Stock und verändert die Tonhöhe, indem er die Trommel schüttelt oder die Membran befeuchtet. Die ahuli wird von Männern wie bei anderen Indianervölkern zur Begleitung von zeremoniellen Tänzen gespielt.
Die ‘ásaa’ yilghaalí der Navajo ist ein Tontopf von 20–25 Zentimetern Länge und einem gerundeten Boden, der halb mit Wasser gefüllt ist. Die Membran aus Hirschhaut wird feucht aufgelegt und mit feuchten Hautstreifen festgebunden. Vor jeden Einsatz wird die Trommel mit bestimmten Liedern rituell „zum Leben erweckt“. Geschlagen wird sie mit einem 25 Zentimeter langen dünnen Eichenzweig, dessen oberes Ende zu einem Kreis von 12 Zentimetern gebogen ist. Am kreisförmigen Ende werden ein oder zwei Adlerfedern festgebunden. Mit dieser Trommel begleiten die Navajo den Squaw Dance bei der Enemy Way-Zeremonie (anaʼí ndááʼ), die gegen den schädlichen Einfluss des Geistes eines Verstorbenen gerichtet ist.
Die Apachen in Arizona und New Mexico verwenden eine ʾísal dádestlʾooni genannte Wassertrommel (Apache ísal, „Topf“, „Eimer“, etwa „Eimer [mit etwas] herumgebunden“). Für die Trommel wird ein großer Eisentopf teilweise mit Wasser und zusätzlich mit als heilig geltenden Materialien wie Getreidekörnern und Asche gefüllt. In der Vergangenheit verwendete man große Tongefäße. Anstelle der früher aus Tierhaut bestehenden Membran wird heute ein Stück eines LKW-Gummischlauchs mit einem Stoffstreifen oder einem Gummistreifen über die Topföffnung gebunden. Der Schlägelkopf wird mit Tierhaut umwickelt. Die ʾísal dádestlʾooni begleitet Unterhaltungslieder und Lieder für bestimmte magische Zeremonien. Meist treten vier Spieler auf, die im Stehen die Trommel unter dem linken Ellbogen halten. Bei Heilungsritualen (gojital) klemmt der sitzende Spieler die Trommel zwischen die Knie.

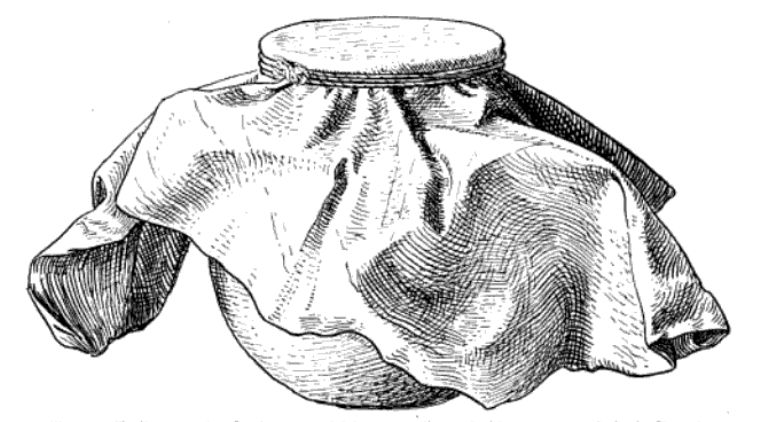
Teilweise mit Wasser gefüllte und mit Haut bespannte Tontrommel im Gran Chaco, Südamerika. Zeichnung von 1921

Einen halb mit Wasser gefüllten Tontopf verwendeten auch die Chorote-Indianer am Río Pilcomayo im südamerikanischen Gran Chaco. Dieser Kochtopf war ihre einzige Trommel, andere Musikinstrumente waren Flöten und als einziges Saiteninstrument einen dem patagonischen Typ entsprechenden Mundbogen. Die Wassertrommel wurde mit einem Holzstab geschlagen.
Die Guaycurú in Argentinien und Paraguay besaßen Anfang des 20. Jahrhunderts eine Trommel aus einem halb mit Wasser gefüllten hölzernen Mörser namens pimpim, der mit Ziegenfell bespannt war. Der Brautwerber musste sich bei ihnen einer achttägigen Probe unterziehen und vor einer Hütte, in die seine zukünftige Braut gebracht worden war, unentwegt die pimpim schlagen. Die Frau durfte unterdessen nur in dringenden Fällen die Hütte verlassen und der davor stehende Trommler durfte nicht vor der Zeit ermüden, sonst war sein Einsatz vergebens, so heißt es in einer Schilderung von 1921.
Musiker im früheren ugandischen Königreich Ankole verwendeten nach einem Bericht vom Anfang des 20. Jahrhunderts zur Begleitung von Gesängen und Tänzen unterschiedlich hoch mit Wasser gefüllte Tontöpfe, auf deren Öffnung sie mit Stöcken schlugen. An die Spitzen der Stöcke hatten sie Schilfrohrplatten gebunden, die etwas größer als die Topföffnung waren. Mit dieser Vorstufe eines Membranophons erzeugten sie trommelähnliche Schläge.